# كريستيان ليموزان
كريستيان ليموزان (بالإسبانية: Christian Limousin)‏ هو لاعب كرة قدم أرجنتيني في مركز حراسة المرمى، ولد في 29 نوفمبر 1991 في بوينس آيرس في الأرجنتين. لعب مع C.D. Técnico Universitario ‏.

## وصلات خارجية
- كريستيان ليموزان على موقع قاعدة بيانات كرة القدم.إي يو (الإنجليزية)
- كريستيان ليموزان على موقع Soccerway.com (الإنجليزية)